# あこがれ冒険者
『あこがれ冒険者』（あこがれアドベンチャー）は、あさぎり夕による日本の漫画作品。
『なかよし』（講談社）にて1985年2月号から1986年4月号まで連載された。

## あらすじ
主人公の女子中学生・小松崎美夜(通称ミィ)は、数年ぶりに留学先のアメリカから帰国した年上の幼なじみの一馬から、宝を見つける手がかりだというグリフィンのメダルを預けられる。それからミィの前に、メダルに興味を示す留学生の光児とその部下のシンという二人の少年が現れる。ほどなくして一馬は行方不明となり、ミィは見知らぬ大人の男達にメダルを奪われそうになる。光児は、自分達は彼らの仲間ではなく、メダルの本来の持ち主に頼まれてメダルを探しにきたと言う。

## 登場人物
小松崎美夜（こまつざき みや）
運動神経抜群な女子中学生→女子高生。愛称ミィ。生まれて間もない頃、横浜の外人墓地に捨てられていたところを一馬に拾われる。犬が苦手。少々頑固。
光児・スペングラー（こうじ・スペングラー）
母親が日本人、父親がアメリカ大企業の社長な御曹司。金髪美少年。ミィに恋をする。運動神経抜群かつ、銃火器にも長け、悪運が強い。軟派に見えて、意志が強い。
シン光児のお目付け役兼下僕。寡黙で料理上手。幼い頃はキングと一緒に育った。
キング
光児の親族。金髪色黒美青年。予知夢を見る能力を持ち、動物の扱いに長けている。ミィを守ることに徹する。
キャロライン
光児の従兄妹兼許嫁（?）。通称キャル。体術に長けている、金髪美少女。光児が大好きで、直情的な性格。
小松崎愛子（こまつざき あいこ）
小説家にして、ミィの育ての母親。いい加減な性格だが、ミィを娘として大切に思っている。
広瀬一馬（ひろせ かずま）
ミィより5歳上の幼馴染みにして、彼女の兄的存在。面倒見が良く、ミィの両親を探すために考古学を研究している。
広瀬淳（ひろせ じゅん）
一馬の弟で、ミィの同級生。テニス部のエースで、女子からモテていた。同じ部の後輩と付き合う前は、ミィのことがずっと好きだった。
リチャード・ハリソン
お宝好きな、マフィアのボス。部下には厳しいが、カレンを溺愛している。
カレン・ハリソン
リチャードの一人娘。おとなしく芯の強い美人で、日ごろから父親のやり方に反抗していた様子。　　　

## 書誌情報
- あこがれ冒険者 1 ISBN 4-06-178513-3 初版発行日1985.9.6
- あこがれ冒険者 2 ISBN 4-06-178528-1 初版発行日1986.3.6
- あこがれ冒険者 3 ISBN 4-06-178538-9 初版発行日1986.6.6